# 보스턴 어린이 박물관

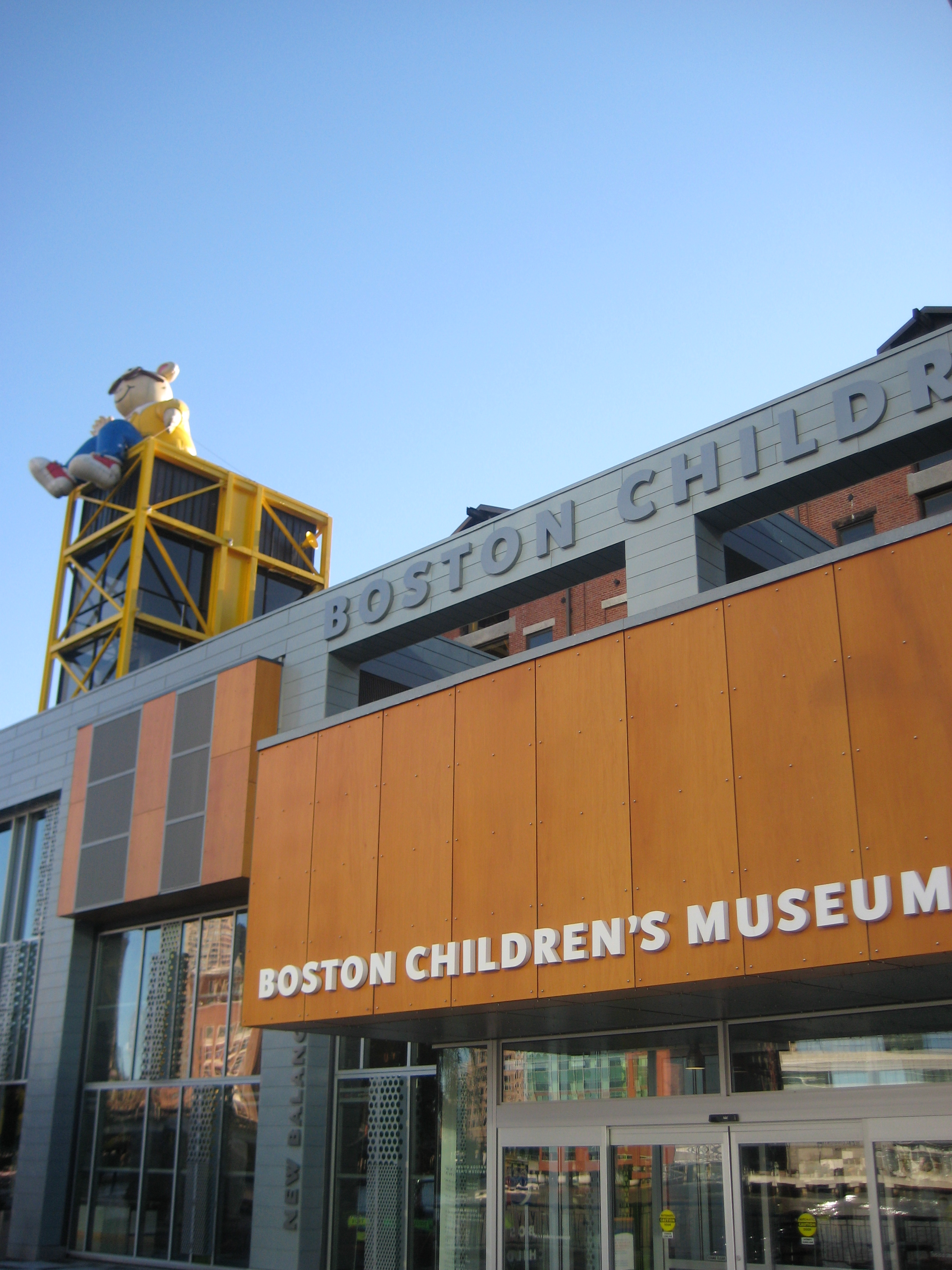
보스턴 어린이 박물관

보스턴 어린이 박물관(Boston Children's Museum)은 미국 매사추세츠주 보스턴에 위치한 어린이 박물관이다.